# Serinus sulphuratus
Serinus sulphuratus là một loài chim trong họ Fringillidae.